# Tosan Evbuomwan
Torisesan "Tosan" Evbuomwan (Newcastle; 16 de febrero de 2001) es un baloncestista inglés, de ascendencia nigeriana, que pertenece a la plantilla de los Brooklyn Nets de la NBA, con un contrato dual que le permite jugar además con los Long Island Nets de la NBA G League. Con 2,01 metros de estatura, juega en la posición de alero.

## Trayectoria deportiva

### Universidad
Jugó tres temporadas con los Tigers de la Universidad de Princeton, en las que promedió 12,0 puntos, 5,1 rebotes y 3,7 asistencias por partido. En su temporada júnior fue elegido de manera unánime Jugador del Año de la Ivy League, tras promediar 16,0 puntos, 6,7 rebotes, 5,1 asistencias y 1,4 robos de balón por encuentro.
Ekl 30 de marzo de 2023 se declaró elegible para el draft de la NBA, renunciando al resto de su carrera universitaria.

### Profesional
Después de no ser seleccionado en el draft de la NBA de 2023, se unió a los Detroit Pistons para disputar la liga de verano de la NBA, y el 2 de octubre firmó contrato con el equipo de Míchigan. Sin embargo, fue despedido el 21 de octubre, y nueve días después se incorporó al Motor City Cruise de la G League.
El 30 de enero de 2024 firmó un contrato de 10 días con los Memphis Grizzlies tras promediar 15,1 puntos, 8,4 rebotes y 3,9 asistencias en 34,5 minutos con los Cruise. Hizo su debut en la NBA el 2 de febrero ante los Golden State Warriors.
El 12 de febrero de 2024, después de haber finalizado su contrato con los Grizzlies, firmó un nuevo acuerdo de 10 días con los Detroit Pistons. Al término del mismo, firmó un contrato dual con los Pistons.
El 19 de octubre de 2024 firmó con Los Angeles Clippers, pero fue despedido el mismo día. El 28 de octubre se unió a su filial en la G League, los San Diego Clippers.
El 1 de enero de 2025 firmó un contrato dual con los Brooklyn Nets. En una derrota del 12 de enero ante Utah Jazz, anotó 22 puntos, el máximo de su carrera, con cinco rebotes y una asistencia.

## Estadísticas de su carrera en la NBA

### Temporada regular
| Año     | Equipo   | PJ | PT | MPP  | %TC  | %3P  | %TL  | RPP | APP | ROB | TPP | PPP |
| ------- | -------- | -- | -- | ---- | ---- | ---- | ---- | --- | --- | --- | --- | --- |
| 2023-24 | Memphis  | 4  | 0  | 18.5 | .267 | .250 | —    | 3.5 | 1.5 | .0  | .3  | 2.5 |
| 2023-24 | Detroit  | 13 | 8  | 22.5 | .572 | .417 | .680 | 3.5 | .8  | .5  | .3  | 5.0 |
| 2024-25 | Brooklyn | 28 | 0  | 23.8 | .427 | .312 | .753 | 4.3 | 2.0 | .9  | .4  | 9.5 |
| Total   | Total    | 17 | 8  | 21.6 | .507 | .375 | .680 | 3.5 | .9  | .4  | .6  | 5.9 |